# ACI the Financial Markets Association
ACI the Financial Markets Association — международная ассоциация профессионалов валютного и денежного рынков. Аббревиатура ACI происходит от фр. Association Cambiste Internationale. Членство в ассоциации является индивидуальным.

## Цели и задачи организации
Основными целями и задачами Ассоциации являются.:
- Представление и защита интересов специалистов валютного и денежного рынков;
- Содействие развитию взаимопонимания в профессиональной среде и разрешению кризисных ситуаций;
- Содействие образовательному и профессиональному развитию членов Ассоциации.

## История

### Общая информация
ACI была основана в Париже в 1955 году Морисом Плаке из банка Credit Lyonnais и Роем Бриджем из Bank of England как Association Cambiste Internationale — ACI. Первоначальным замыслом создания ассоциации было объединение профессионалов-трейдеров, занимающихся валютными операциями на рынке.
В течение первых двух лет после создания членами стали трейдеры из 13 стран: США, Канады и одиннадцати европейских стран.
В последующие годы были созданы в разных странах национальные «Forex клубы», которые аффилированы с ACI. В конце 1960-х годов ACI зарегистрировало 25 национальных ассоциаций, в конце 1970-х — 37 и к началу 1990-х — 50.
В 1995 году ACI сменила своё имя на ACI — The Financial Markets Association, чтобы охватить расширяющиеся сферы деятельности своих членов. Как и в 1955 году, ассоциация является организацией с индивидуальным, а не корпоративным членством.

### Членство
Сегодня ACI является крупнейшей ассоциацией профессионалов мирового финансового рынка, насчитывающей в своих рядах более 15000 членов из более чем 80 стран, из которых 68 имеют национальные ассоциации, аффилированные с ACI.
Постоянными членами данной ассоциации могут быть:
- национальные ассоциации ACI, являющиеся самостоятельными юридическими лицами и зарегистрированные в одной из стран Европейского Союза, входящих в зону евро;
- физические лица, имеющие полномочия представлять интересы указанных национальных ассоциаций ACI без образования юридического лица.

## Организационная структура ассоциации
Высший орган — Совет ACI, который включает президентов всех аффилированных национальных ассоциаций.
Исполнительный комитет ACI избирается Советом ACI.
Структура Исполнительного комитета ACI:
1. Центральный аппарат:
  - Президент
  - Вице-президент
  - Казначей
2. Председатель Комитета ACI по профессионализму (CFP)
3. Председатель Комитета ACI по образованию (BoE)
4. Председатель Группы стратегического планирования ACI (SPG)
5. Председатель Комитета Euribor ACI
6. Региональные представители:
  - Северная и Южная Америка
  - Австралия и Новая Зеландия
  - Австрия, Германия и Швейцария
  - Бенилюкс, Франция и Монако
  - Восточная Европа
  - Средиземноморский регион
  - Ближний Восток и Африка
  - Северная Европа
  - Юго-восточная Азия
  - Северная Азия
  - Великобритания, Ирландия и Острова Пролива
7. Менеджмент (штатный персонал, работающий во Франции):
  - Управляющий директор ACI
  - Директор административных и образовательных программ ACI
  - Исполнительный секретарь ACI*
  - Экс-президент ACI

## Комитеты ACI
1. Комитет ACI по профессионализму (CFP/Market Practices).
CFP разработал The Model Code, который был принят на международном конгрессе в Париже в мае 2000 года. The Model Code включил в себя уже существовавший ACI Code of Conduct наряду с пятью национальными кодексами Франции, Японии, Сингапура, Великобритании и США. The Model Code был высоко оценен правительствами и участниками рынка во всем мире и теперь воспринимается как руководство по работе на рынке.
CFP также предоставляет услуги по внеарбитражному разрешению споров как для членов организации, так и для сторонних лиц. Это единственная организация мирового финансового рынка, предоставляющая подобные услуги.
CFP также выступает в качестве активного лоббиста интересов членов ACI и их организаций. В качестве примера можно привести огромную работу ассоциации по разрешению кризиса национальной валюты Малайзии (ринггита) в 1999 году.
2. Комитет ACI по образованию (BoE).
Ассоциация предлагает единственный в своем роде выбор профессиональных экзаменов для специалистов финансовых рынков во всем мире. Сдача экзаменов доступна как для членов организации, так и для сторонних лиц. Недавно ACI заключила соглашение с британским University of Reading для постоянного обновления учебных курсов и вопросов тестов.
ACI проводит экзамены по следующим категориям:
- The ACI Dealing Certificate — базовый сертификат для специалистов front office.
- The ACI Operations Certificate — базовый сертификат для специалистов back и middle offices.
- The ACI Diploma — диплом для высококвалифицированных специалистов, имеющих профессиональный опыт не менее 3-х лет, а также для менеджеров среднего звена.

В настоящее время более 4000 кандидатов сдали экзамены ACI. В целях упрощения экзаменационного процесса, с 1999 года он осуществляется по сети Интернет с помощью американо-канадской компании Prometric. Сейчас экзамены ACI могут быть сданы в любое время через любой из более чем 3000 тестовых центров Prometric во всем мире и результаты экзаменов сообщаются немедленно после их сдачи.
3. Группа стратегического планирования ACI (SPG)
Этот комитет ACI готовит предложения и рекомендации Совету и Исполнительному комитету ACI по реализации различных проектов. Он также готовит предложения по дополнениям в Устав ACI и другие основополагающие документы ассоциации.
4. Комитет Euribor ACI
Комитет Euribor ACI является международной ассоциацией, зарегистрированной в Бельгии. Учредительные документы ассоциации были одобрены 24 апреля 1998 года. Euribor ACI состоит из постоянных и ассоциированных членов. Ассоциированными членами Euribor ACI могут быть физические и юридические лица, являющиеся членами ACI — The Financial Markets Association и происходящие из стран Европейского Союза, не входящих в зону евро.
Комитет работает по любым проектам, связанным с евро и финансовыми рынками еврозоны, по поручению Исполнительного комитета Euribor ACI, Исполнительного комитета ACI или Совета ACI. Он также контролирует деятельность рабочих групп Euribor ACI и Euribor Steering Committee.

## Взаимодействие с членами ACI
ACI публикует газету The ACI Briefing, которая содержит новости центрального аппарата ACI, национальных ассоциаций и финансовых рынков в целом.
Также ACI организует регулярные встречи специалистов финансовых рынков в форме ежегодных собраний членов национальных ассоциаций, региональных и международных конгрессов, и др.